# Кабардинський кінь

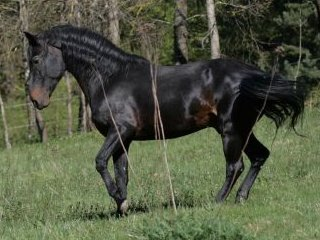
Кабардинський жеребець

Кабарди́нський кінь — одна з верхово-упряжних порід коней, яка пристосована для використання в гірських умовах. Відрізняється від інших гірських порід більшим зростом та високими робочими якостями. Використовується для покращення місцевих порід коней на Північному Кавказі і в Закавказзі.
Чистокровні кабардинські коні використовувались у схрещені для селекційного удосконалення породи гуцульського коня на початку XX століття.